# Mundanije
Mundanije est une localité de Croatie située sur l'île de Rab et dans la municipalité de Rab, comitat de Primorje-Gorski Kotar. En 2001, la localité comptait 509 habitants.

## Démographie
| 1948  | 1953 | 1961 | 1971 | 1981 | 1991 | 2001 |
| ----- | ---- | ---- | ---- | ---- | ---- | ---- |
| 1 072 | 805  | 650  | 620  | 543  | 539  | 509  |